# Manoir de Kerdrain
Le manoir de Kerdrain est un édifice situé à Auray, en France.

## Situation
Le manoir est situé sur le territoire de la commune d'Auray, 16 rue Louis Billet, dans le département du Morbihan, en région Bretagne.

## Description
Le manoir date du XVIe siècle, édifice de plan rectangulaire à un étage carré construit en pierre de taille de granite. Le rez-de-chaussée comprend deux pièces séparées par un couloir donnant accès à l'escalier. La pièce à l'ouest a conservé une grande cheminée décorative avec pilastres. La pièce à l'est est aménagée pour le logement du fermier. La porte d'entrée principale est à anse de panier avec accolade. Le premier étage était autrefois percé de fenêtres à meneaux. Toiture  à longs pans recouverte d'ardoises, pignon découvert,.

## Historique
Le manoir est inscrit à l'inventaire général du patrimoine culturel.
La façade sud du manoir est inscrite au titre des monuments historiques par arrêté du 8 août 1928.